# رفیق هم‌سفر
رفیق هم‌سفر (انگلیسی: Fellow traveller) فردی را اشاره می‌کند که از نظر فکری با ایدئولوژی یک سازمان سیاسی همدل است و در سیاست سازمان همکاری می‌کند، بدون اینکه عضو رسمی آن سازمان باشد. در تاریخ اولیه اتحاد جماهیر شوروی سوسیالیستی، بلشویک انقلابی و دولتمرد شوروی، آناتولی لوناچارسکی اصطلاح «پوپوچیک» ("کسی که همان مسیر را می‌پیماید" و بعدها رفیق راه را ابداع کرد. توسط لئون تروتسکی برای شناسایی حامیان فکری متزلزل دولت بلشویکی رایج شد. این توصیف سیاسی روشنفکران روسی، اینتلیجنتسیا (نویسندگان، دانشگاهیان و هنرمندان) بود که از نظر فلسفی با اهداف سیاسی، اجتماعی و اقتصادی انقلاب روسیه ۱۹۱۷ همدل بودند، اما عضو حزب کمونیست اتحاد شوروی نبودند.